# إرنست ميريت
إرنست ميريت (بالإنجليزية: Ernest Merritt)‏ (و. 1848 – 1948 م) هو فيزيائي، وأستاذ جامعي من الولايات المتحدة الأمريكية . ولد في إنديانابوليس (إنديانا) . وكان عضواً في الأكاديمية الأمريكية للفنون والعلوم .
توفي في إثاكا (نيويورك) ، عن عمر يناهز 100 عاماً.

## التعليم
تعلم في جامعة كورنيل